# Lossiküla
Lossiküla – wieś położona w estońskiej gminie Otepää.
Według spisu ludności z 2021 roku wieś Lossiküla miała 55 mieszkańców.

## Historia

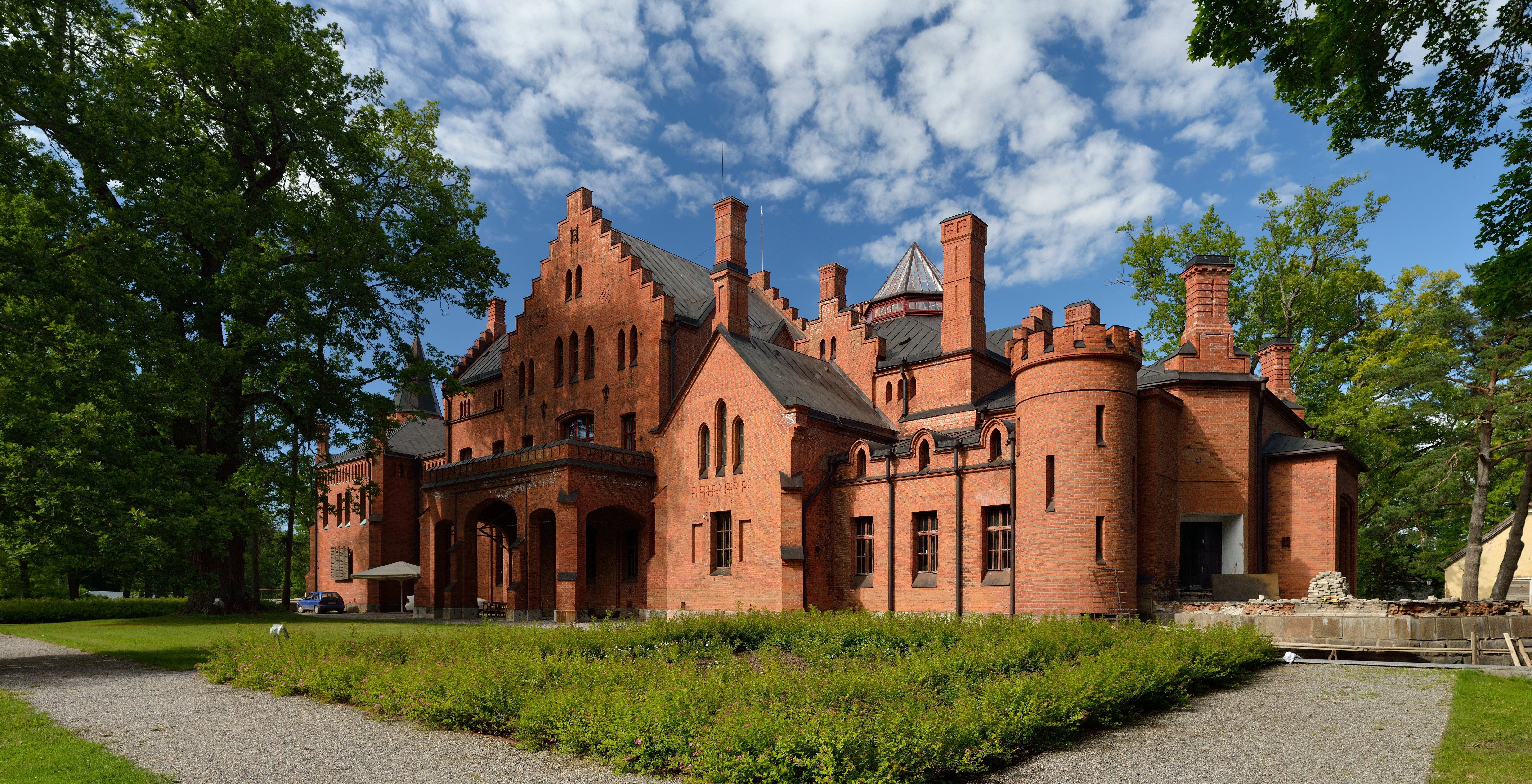
Widok na zamek od strony południowej

W Lossiküla znajduje się zamek, który został zaprojektowany przez architekta Otto Pius Hippiusa w 1874 roku. Jego budowała trwała od 1879 do 1881 roku, której nadzorem byłem F. Maag.